# Johann Adam von Auersperg
Johann Adam Joseph Fürst von Auersperg (* 27. August 1721 in Wien; † 11. November 1795 ebenda) (tschechisch Jan Adam z Auerspergu) war ein Großgrundbesitzer und Hofwürdenträger, der unter anderem die Ämter des Oberstkämmerers und Erblandmarschalls von Tirol bekleidete.

## Leben

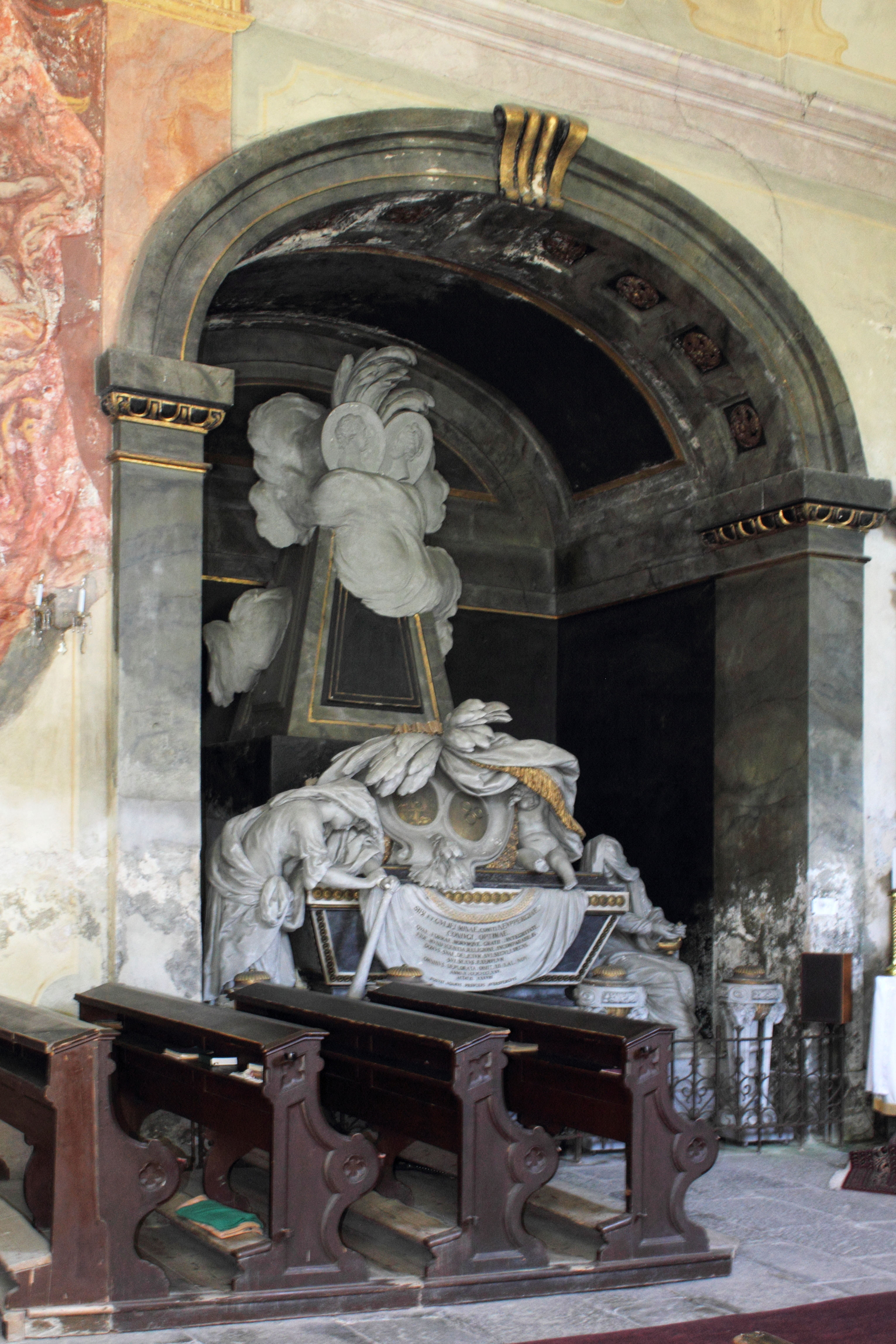
Grabstein in Žleby

Johann Adam von Auersperg war der zweitgeborene Sohn des Heinrich Joseph Johann, 4. Fürsten von Auersperg und Herzog von Schlesien-Münsterberg (1697–1783), und stammte aus dessen erster Ehe mit Marie Dominika Prinzessin von und zu Liechtenstein (1698–1724), einer Tochter des Johann Adam Andreas, Fürst von Liechtenstein, Herzog von Troppau und Jägerndorf und seiner Ehefrau Edmunda Maria Theresia, Prinzessin von Dietrichstein-Nikolsburg.

### Ehen und Nachkommen
Er war zweimal verheiratet, zunächst seit 1746 mit Katharina Gräfin von Schönfeld (1728–1753), dann ab 10. April 1755 mit Gräfin Maria Wilhelmina von Neipperg (1738–1775).
Aus erster Ehe entstammten der älteste Sohn Joseph (1749–1772) und vier weitere bereits im Kindesalter verstorbene Nachkommen. Seine Kinder waren Franziska von Auersperg (* 1. März 1748 – 1752), Joseph von Auersperg (* 19. März 1749 – 1772), Karl von Auersperg (* August 1750-1752), Maria Theresia von Auersperg (* 1. Februar 1751 – 1754), Maria Elisabeth Aloisia von Auersperg (* 24. Mai 1753 – 1754). Die zweite Ehe blieb kinderlos.
Nach dem Tod seiner ersten Frau wurde Johann Adam von Auersperg 1753 zum Universalerben des erloschenen Grafengeschlechts von Schönfeld auf Nassaberg. In Böhmen besaß er außerdem das Schloss und die Herrschaft Rothenhaus, die er 1771 an Johann Alexander von Rottenhan verkaufte. Am 8. Oktober 1777 erwarb er das Wiener Rosenkavalier-Palais, das seither den Namen Palais Auersperg trägt.
Da seine eigenen Söhne bereits frühzeitig verstarben, setzte er den zweiten Sohn seines älteren Bruders Karl Josef Anton, Karl Joseph Franz von Auersperg als Erben ein. Nachdem Johann Adam von Auersperg erkannte, dass dessen Ehe mit Josepha von Lobkowitz kinderlos blieb, adoptierte er 1790 den neugeborenen Sohn von Karl Joseph Franz’ älterem Bruder Wilhelm von Auersperg-Gottschee, Vincenz von Auersperg und setzte diesen zu seinem Universalerben ein. Vincenz von Auersperg übernahm 1811 nach Erreichen der Volljährigkeit die Herrschaften Nassaberg, Schleb und Tupadl, verstarb aber bereits im Folgejahr; das Erbe fiel seinem Sohn Vincenz Karl Joseph von Auersperg (1812–1867) zu. Vincenz' schöne Witwe Marie Gabriele, geborene Prinzessin von Lobkowitz, fand während des Wiener Kongresses die Bewunderung von Zar Alexander I.

## Würdigung
Im Jahr 1862 wurde in Wien Innere Stadt (1. Bezirk) und Josefstadt (8. Bezirk) die Auerspergstraße nach ihm benannt.